# Ramegnies-Chin
Ramegnies-Chin è una località del Belgio (provincia dell'Hainaut, Vallonia). Comune autonomo fino al 1977, è ora località di Tournai.
Sorge sulla riva sinistra della Schelda, circa 5 km a nord di Tournai, sulla strada che conduce a Courtrai.
Vi ha sede la casa madre e generalizia della congregazione delle Religiose di Sant'Andrea.